# Сифон (сосуд)

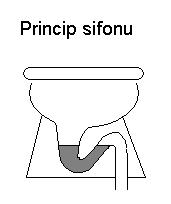
Автосифон для газированной воды

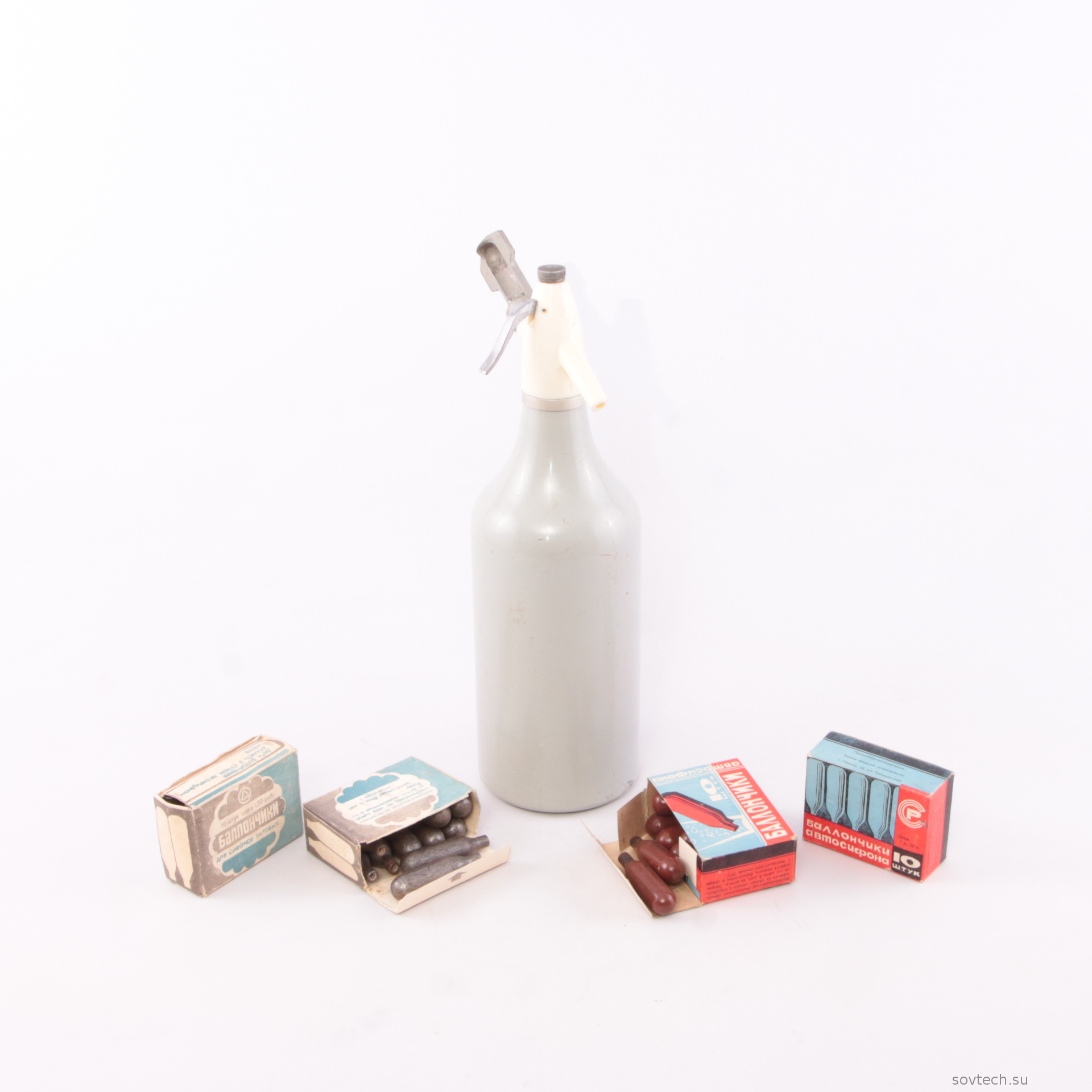
Автосифон производства СССР с коробками сменных баллончиков

Сифо́н — бытовой сосуд для приготовления и (или) хранения газированной воды и напитков.

## Виды

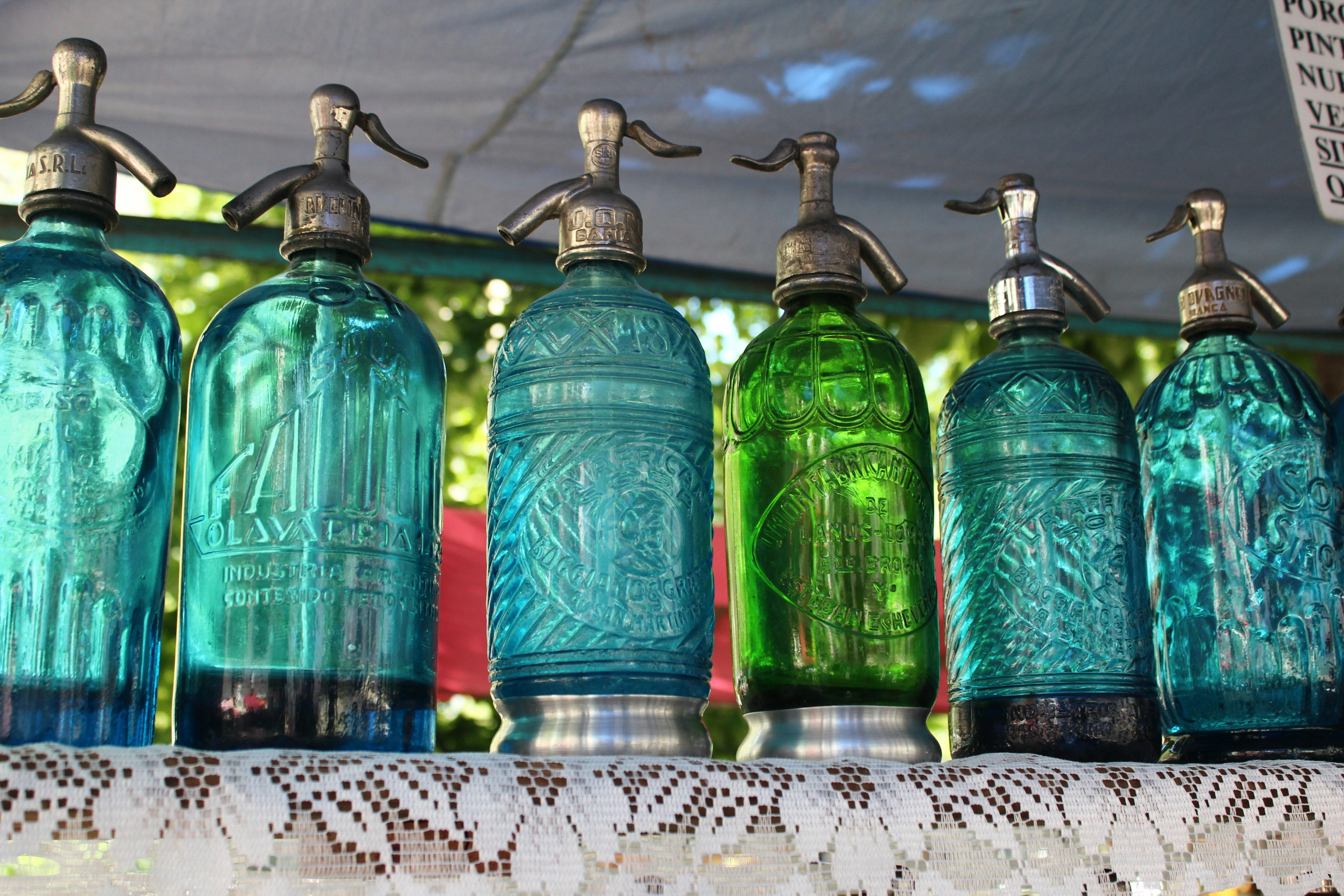
Сифоны

Сифоны подразделяются на зарядные и автосифоны.
Автосифон представляет собой металлический или стеклянный (армированный металлической сеткой) баллон с навинчивающейся на него головкой со сливом и обоймой для баллончика с жидкой углекислотой; давление углекислоты в баллончике составляет 57,5⋅105 Па (57,5 атмосфер). При вращении обоймы пустотелая игла прокалывает пробку баллончика, и газ проникает в сифон. Ёмкость металлических автосифонов — 1—2 л, стеклянных — 1 л.
Зарядные сифоны изготовляются из толстого стекла или металла ёмкостью 1—2 л. Их заполнение производится на специальных станциях под давлением 6-8⋅105 Па (6-8 атмосфер).